# Федерико I да Монтефелтро
Федерико I да Монтефелтро (на италиански: Federico I da Montefeltro, * ок. 1258, Урбино, Графство Урбино; † 1322, пак там) от рода Да Монтефелтро, е италиански политик, кондотиер, капитан на народа на Форли, Озимо и Йези, граф на Урбино (1302 – 1322), подест на Пиза (1310 – 1311), подест на Арецо, генерален капитан на италианските контингенти на имперската армия, имперски викарий на Арецо (1312). Той е в партията на гибелините.

## Произход
Той е първородният син на Гуидо да Монтефелтро Стари (* ок. 1220/1225; † 1298), един от най-известните кондотиери на своето време и един от най-важните лидери на проимперската партия на гибелините в Романя, политик, граф на Урбино и граф на Монтефелтро, и на съпругата му Манентеса ди Джаджоло. По бащина линия е внук на  Монтефелтрано II да Монтефелтро, кондотиер, господар на Урбино, граф на Монтефелтро и на Пиетрарубия, а по майчина – на Гуидо, граф на Джаджоло. Има трима или четирима братя:
- Бонконте (* 1260-те, † 1289), кондотиер, съпруг на Джована;
- Уголино (* 1260, † 1321), духовник, ректор на капитула на катедралата „Сан Лео“
- Корадо († 1317), монах от Августинските отшелници, по-късно епископ на Урбино;
- Лечо († 1289)

## Биография

### Начало на политическата кариера (1295–1298). Отношения с Църквата
За първи път се появява на преден план, когато на 7 май 1295 г. е освободен от отлъчването от Църквата, наложено му за участие в кампаниите на баща му Гуидо, който по това време се оттегля към монашески живот. Същата прошка е потвърдена и на 27 ноември, но с условие за възстановяване на църковна собственост в контади Пезаро, Урбино и Кали.
През 1296 г. участва в неуспешна среща в Рим с основните местни владетели за умиротворяване на Марке и Романя. След оттеглянето на баща му, заедно с чичо си Галасо, заел политическото място на баща му, и със съюзника Маджинардо ди Сузинана, се въвлича в конфликтите при Имола, което води до нови църковни санкции. През 1298 г. получава повторно опрощение и е призован да се оттегли от длъжностите, заемани от него във Форли и Чезена.
През 1300 г. подписва, заедно с чичо си Галасо и братовчед си Уголино, мирно споразумение с епископа на Монтефелтро, с което се затвърждава мирът и се засилва позицията му в района. Участва в завземането на Губио на 23 май заедно с Угучоне дела Фаджола и Уберто Малатеста ди Джаджоло, но е принуден да го изостави поради военен отпор на Канте Габриели и армията на Перуджа. 
След смъртта на чичо му Галасо (1 юли 1300 г.) поема дългогодишното лидерство на рода, макар че Урбино и Маса Трабария са под папски контрол. На 13 май 1301 г. Федерико, който е капитан на народа на Чезена, е прогонен от там след въстание, което поставя градовете в ръцете на Църквата. По този начин Римската църква успява окончателно да изключи семейство Да Монтефелтро от Романя, като въпреки това допуска не по-малко опасното за нея укрепване на семейство Малатеста.

### Участие в кампанията на Арецо и нападения срещу Чезена (1302–1303). Примирия, дипломатически маневри и нови съюзи (1304–1306)
Опитите за умиротворяване, ръководени от Шарл V през 1302 г., се провалят. Федерико се насочва към Арецо, където подест е Угучоне дела Фаджола. Оттук, в продължение на няколко години, тръгват всичките му политически и военни инициативи. Избран за подест на Арецо през втората половина на 1302 г., на 22 октомври той обсажда Чезена заедно с Угучоне дела Фаджола и причинява сериозни щети на провинцията, като разрушава и наскоро построеното пристанище на Чезенатико. През 1303 г. той отново е подест на Арецо и води победоносна атака срещу флорентинците при Ченина във Валдарно. Впоследствие служи като капитан на народа на Форли и през пролетта на 1304 г., заедно с Гуидо ди Карпеня-Пиетракута, сключва примирие с Рамберто и Нерио, представители на гвелфския клон на графовете на Карпеня. В началото на юли същата година се опитва да влезе във Флоренция с армия, но е отблъснат.

### Лига „Приятели на Марката“ и укрепване на властта (1306–1309)
Смъртта на папа Бонифаций VIII (12 октомври 1303 г.), слабият понтификат на Бенедикт XI и прехвърлянето на папския престол във Франция с Климент V (1305 г.) причиняват дълга фаза на анархия, по време на която фракциите и големите семейства имат възможност да се консолидират, довеждайки борбата до още по-висока степен на насилие от преди. Заедно със Сперанца ди Монтефелтро Федерико оглавява военните действия срещу Малатеста в Марке, успявайки през 1306 г. да превземе Пезаро, Сенигалия и Фано. Той също така се опитва да насърчи завръщането на Белите гвелфи във Флоренция, но армията, в която служи под командването на Арецо, е победена при Ластра а Синя. Идването на новия папски легат Наполеон Орсини в Италия довежда до мащабни бунтове и задълбочаване на конфликта. Въпреки това, тъй като кардиналът се стреми да ограничи влиянието на Черните гвелфи във Флоренция, се случва неочаквано разместване на политическите сили – старата фракция на гибелините, обединена с Белите гвелфи, застава в подкрепа на папския представител. Федерико и Сперанца оглавяват лигата на гибелинските комуни, наречена „Приятели на Марката“, в която влизат градове като Фабриано, Сан Северино и Мателика. С подкрепата на милиции от Пиза и Арецо те постигат значителни военни победи в регионите Марке и Романя, най-вече срещу рода Малатеста през периода 1306–1307 г.
След завземането на Чита ди Кастело регионът между Арецо, долината на Горен Тибър, Монтефелтро, Маса Трабария и района на Урбино, с изключение на Губио, се връща под контрола на семействата Тарлати, Да Монтефелтро и Убалдини. Забележително обаче тези домове запазват съюзническите си позиции спрямо папския легат. Същевременно преговорите между представителите на Папската курия и местните владетели водят до значимо решение – Графство Урбино вече не се счита за неразделна част от папската провинция Марке. Така се поставят нови основи за възстановяване на автономната власт на графовете Да Монтефелтро, независимо от контрола на папските ректори. Въпреки очакванията за ожесточена военна конфронтация Наполеон Орсини се впуска в продължителни дипломатически разговори с Черните гвелфии, което в крайна сметка води до разпадане на съюза, формиран около неговата фигура. Въпреки това Федерико остава верен съюзник на Светия престол: през 1309 г. брат му Корадо е назначен за епископ на Урбино. В същата година Федерико, като капитан на народа на Озимо и Йези, и ръководител на „Приятелите на Марката“, нанася сериозно поражение на силите от Анкона – в служба на Църквата.

### Съюз с императора и нови назначения (1310–1312). Конфликти, обвинения и остра реакция от Църквата (1313–1319)
След избирането на Хайнрих VII за крал на римляните Федерико, който е подест на Пиза (1310-1311), се присъединява към императорската армия, оглавявайки италианския контингент. През ноември 1312 г. е назначен за имперски викарий на Арецо и участва в обсадата на Флоренция. След смъртта на Хайнрих VII на 24 август защитава обвинен за смъртта му свещеник пред Папската курия.
Федерико се връща в Арецо и после в Марке, вдига на бунт Озимо и Сполето, и отнове е начело на гибелинската лига, сега наречена „Приятели на земите на Марката“. Боевете се възобновяват и в Романя, в климат на голяма несигурност, обусловен и от дългата вакантност на епархията. След битката при Колина близо до Чивитела ди Романя (1 април 1316 г.), в която падат много командири на гибелините, Федерико сключва примирие с Малатестино дал'Окио. 
През лятото на 1317 г. започва системни действия за възстановяване на семейните владения, превземайки Урбино, Кастел Кавалино и Кали – град, който е незабавно върнат, за да се разреши спорът с Апостолическия престол. На 5 август 1318 г. Сперанца да Монтефелтро подписва в Кали мир с Църквата, с което се ангажира както той, така и Федерико, който ратифицира документа на 13 август. Само няколко дни по-късно обаче ректорът на Марката насърчава сключването на гвелфска лига между Мателика, Камерино и Сан Северино срещу Приятелите на земите на Марката и графовете на Урбино, провокирайки открита война. Лигата на гибелините се разширява, за да включва девет града (Урбино, Кали, Фано, Фабриано, Йези, Озимо, Реканати, Сполето и Асизи), а Федерико завладява замъка Апиро. Към края на годината папата пише до архиепископа на Равена с молба да наложи запрещение на Урбино, чиито жители почти са линчували легата, и да отлъчи графовете Да Монтефелтро. Заплахите са подновени в началото на 1319 г. На 31 март същата година Федерико и синът му Гуидо, известен като Тиня, заедно със Сгаралино ди Карпеня-Пиетракута и четирима членове на семейство Бранкалеони са осъдени на глоба от 10 000 лири и на конфискация на цялото им имущество. На 25 август папата потвърждава присъдите и призовава графовете Да Монтефелтро и съвета на Комуна Урбино да се явят пред него в рамките на един месец. След това гибелините разграбват Графство Мачерата, окупират Чинголи и Фано и прогонват гвелфите от Асизи, като завземат съкровището, съхранявано в базиликата. Въстанието се разпространява в Ночера и Сполето, където изгнаниците са репатрирани. То получава подкрепа от Арецо; конфликтът е особено интензивен в Северна Италия, воден от Кангранде I дела Скала и Матео I Висконти, докато в Курията някои кардинали подкрепят фракцията на гибелините. По това време Федерико е назначен за херцог на Сполето от своите съюзници.

### Военни кампании и съпротива срещу папската армия. Смърт (1320–1322)
Опасността от нахлуване на Лудвиг Баварски подтиква папа Йоан XXII да изпрати легата Бертран дьо Пуже и да създаде лига от църковни господари. Перуджанската армия се опитва да възвърне Сполето и Асизи за папата. На 28 август 1320 г. папата започва процес срещу Федерико за ерес и идолопоклонничество, който приключва през октомври 1321 г. Въпреки поканата да се яви пред враждебен съдия Федерико отива на съд в Урбино, където е оправдан, но почти едновременно е осъден от папския делегат.
С разпространяването на въстанието в Умбрия, Марке и Романя (1320-1321) Пандолфо I Малатеста, господар на Римини, е назначен за генерал-капитан на армиите на Църквата. Гибелините се събират при Баньо ди Романя и атакуват Римини, който обаче успява да се защити. В контраатака Пандолфо повежда армията си към Монтефабри. През юни 1321 г. Асизи капитулира пред войската на Перуджа начело с Канте Габриели, а в началото на декември жителите на Фано отправят молба да се завърнат в лоното на папата. На 6 декември папата потвърждава обвиненията срещу Федерико и нарежда на губернаторите на Романя, Марката и Херцогството на 8 декември да започнат кръстоносен поход срещу него. 
Тъй като Сполето е на път да бъде загубено и през януари 1322 г. замъците около Урбино също падат един след друг в ръцете на Малатеста, Федерико се завръща в Урбино и се барикадира там. В Урбино избухва бунт, подбуден от опозиционната фракция. На 26 април 1322 г., след дни на ожесточена отбрана, граф Федерико, отчаян, предава малкия си син като заложник на представител на рода Стафолини. С друг от синовете си, с въже около врата – символ на капитулация, графът напуска двореца. И двамата са незабавно линчувани от тълпата. Останалите му деца са заловени и предадени на църковните ректори. Макар някои летописци да твърдят, че убитото дете е синът му Гуидо, всъщност той е арестуван от Канте Габриели, предаден е на ректора на Марката Амелиус дьо Лотрек и е осъден на смърт. Двама от братята му, по онова време все още деца, са изпратени в затвора.
Главният виновник за гибелта на Федерико е Гийелмус Фулкозий, папски служител, който го подмамва да напусне крепостта. На 1 октомври 1325 г. папата го оправдава за престъпленията „ob zelum iusticie“ — „от ревност към справедливостта“.
Смъртта на Федерико, ярко отразена в съвременните хроники, за кратко бележи върховното триумфиране на гвелфската партия. Въпреки това само година по-късно Урбино отново преминава под управлението на графовете от рода Да Монтефелтро.

## Политика
Федерико поддържа проимперска политика както баща си и преките си предци,  управлява с влияние в Романдиола, Херцогството и Марке. Основната му дейност е съсредоточена в Марке и Умбрия, като град Кали се превръща в стратегически център между районите на Урбино и Губио. Макар и войнствен и понякога в конфликт с Църквата, той действа в едни от най-бурните години в историята на Централна Италия. Времето между угасналата надежда за възстановяване чрез Хайнрих VII и очакването Лудвиг Баварски да дойде в Италия бележи най-ниската и последна фаза от политическия път на Федерико. Подобно на императора той е осъден за ерес и идолопоклонничество — действия, които довеждат до обявяването на кръстоносен поход срещу него. Причините не се свеждат само до бунтовнически прояви, но включват и подкрепата му за бедняшките духовни течения, свързани с францисканството – движението, с което фамилията му има дългогодишна връзка. Отвращението му към авиньонското папство също изиграва значителна роля. Папските кореспонденции от 1317–1322 г. свидетелстват за морални обвинения към Федерико и за политическото одобрение, което той получава сред определени църковни среди. През януари 1322 г. епископите на Фано и Кали, както и абатът на Сан Патерниано, са затворени заради подкрепата си към графа.
Политиката на Федерико се проваля поради: 
- Липса на обединение около императора
- Разпокъсаност на операциите в Централна Италия
- Силна и устойчива опозиция от семейството Малатеста
- Недостатъчни икономически ресурси за финансиране на войната и привличане на съюзници
- Вътрешно недоволство, породено от прекомерни данъци върху населението на Урбино

## Връзка с Данте Алигиери
Федерико не е споменат директно в творбите на Данте, въпреки че поетът възхвалява неговия брат Бонконте, баща му Гуидо и братовчед му Галасо. Съществува хипотеза, че стихът „Джована или други не се интересуват от мен“ (Чистилище V, 89) съдържа косвено порицание към Федерико чрез думата „други“. Франческини (1970) тълкува това като израз на презрение поради нападението му над Флоренция. Фуми (1901) пък предполага евентуална алюзия в образа на дантевата „хрътка“, но това остава недоказано.

## Брак  и потомство
∞ за неизвестна жена, от която има поне осем сина:
- Сигинолфо (Нолфо) да Монтефелтро (* 1295, Урбино; † 1361/30 септември 1363), граф на Урбино (1324 – 1360), подест на Фабриано (1326), капитан на папската армия (1333), граф на Монтефелтро, господар на Сан Марино (1340-1355), капитан на град Пиза и генерал-капитан на армията му (1341), генерал-капитан на армията на Венеция (1348), имперски викарий на Графство Урбино (1348), генерал-капитан на армията на Милано (1351), господар (с титлата губернатор и консерватор) на Кали (1352 – 1354), вечен папски викарий на Урбино, Сан Лео (Монтефелтро) и Кали (12 юли 1355 – 1359), подест на Сиена (1357) и генерал-капитан на армията му (1358); ∞ за Джована, от която има 1 син;
- Галасо да Монтефелтро (* 1296, † 1350), възстановява управлението в Урбино, има 5 деца
- Гуидо II да Монтефелтрo, нар. Новело (*/† XIV век), кондотиер и политик, граф на Урбино (1324 – 1360)
- Уголино да Монтефелтро († 1363), епископ на Фосомброне
- Енрико да Монтефелтро, губернатор на Кали (1352 – 1354) заедно с брат си Фелтрино; ∞ за Армелина Орделафи, дъщеряна Пино (Теодорико) Орделафи от господарите на Форли;
- Фелтрино да Монтефелтро, губернатор на Кали (1352 – 1354) заедно с брат си Енрико; вечен викарий на Кали (12 юли 1355); ∞  за Чида (нар. Чидола) Маласпина, дъщеря на Спинето Маласпина, маркиз на Верукола, от която има 6 сина и 1 дъщеря
- Франческо да Монтефелтро
- Николо да Монтефелтро (* 1319, † август 1367 в Белрипозо, Витербо), кондотиер, капитан на армията на господаря на Форли (януари 1338 г.), господар на крепостта Монте Леоне (януари 1339), капитан на папската армия от (1351 – 1353 и 1355), капитан на армията на Флоренция (декември 1353 – юли 1354 и юли–септември 1362), капитан на армията на Комуна Перуджа (ноември 1363), генерал-капитан на папската армия (март 1367), капитан на наемническата дружина; ∞ 1367 за Аниезе да Монтефелтро, дъщеря на граф Фелтрино да Монтефелтро, от която има 1 дъщеря